# Halkosaari (ö i Södra Savolax, S:t Michel, lat 62,03, long 26,72)
Halkosaari är en ö i Finland. Den ligger i sjön Mallos och i kommunen Kangasniemi i den ekonomiska regionen  S:t Michel och landskapet Södra Savolax, i den södra delen av landet, 230 km norr om huvudstaden Helsingfors. Öns största längd är 0,6 kilometer i sydöst-nordvästlig riktning.